# جیووانی فیتا
جیووانی فیتا (انگلیسی: Giovanni Fietta؛ زادهٔ ۱۴ نوامبر ۱۹۸۴) بازیکن فوتبال اهل ایتالیا است.
از باشگاه‌هایی که در آن بازی کرده‌است می‌توان به باشگاه فوتبال کرمونزه، باشگاه فوتبال کومو، و باشگاه فوتبال اسپتزیا اشاره کرد.